# Alimentació forçada

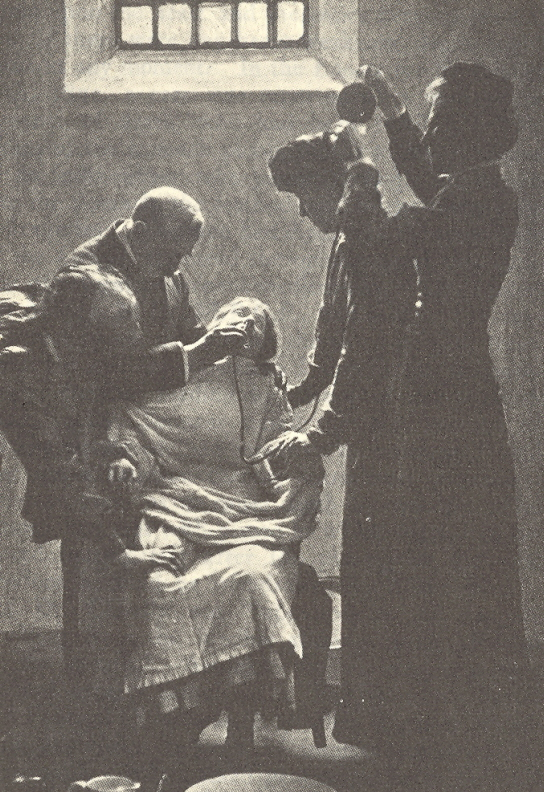
Una sufragista és alimentada per la força a la presó HM Holloway, al Regne Unit, durant les vagues de fam pel sufragi femení, cap al 1911.

L'alimentació forçada és la pràctica d'alimentar un humà o animal contra la seva voluntat. El terme gavage, francès: [ɡavaʒ] es refereix a subministrar una substància nutritiva mitjançant un petit tub d'alimentació de plàstic passat pel nas (sondatge nasogàstric) o per la boca (sondatge orogàstric), i fins a l'estómac.

## En humans

### En entorns psiquiàtrics
En alguns països, en casos extrems, els pacients amb anorèxia nerviosa que rebutgen contínuament la ingesta alimentària i les intervencions per l'augment de pes poden ser alimentats per la força a través de tub nasogàstric sota control en hospitals psiquiàtrics especialitzats. Aquesta pràctica pot ser molt angoixant tant per a pacients amb anorèxia com per al personal sanitari.

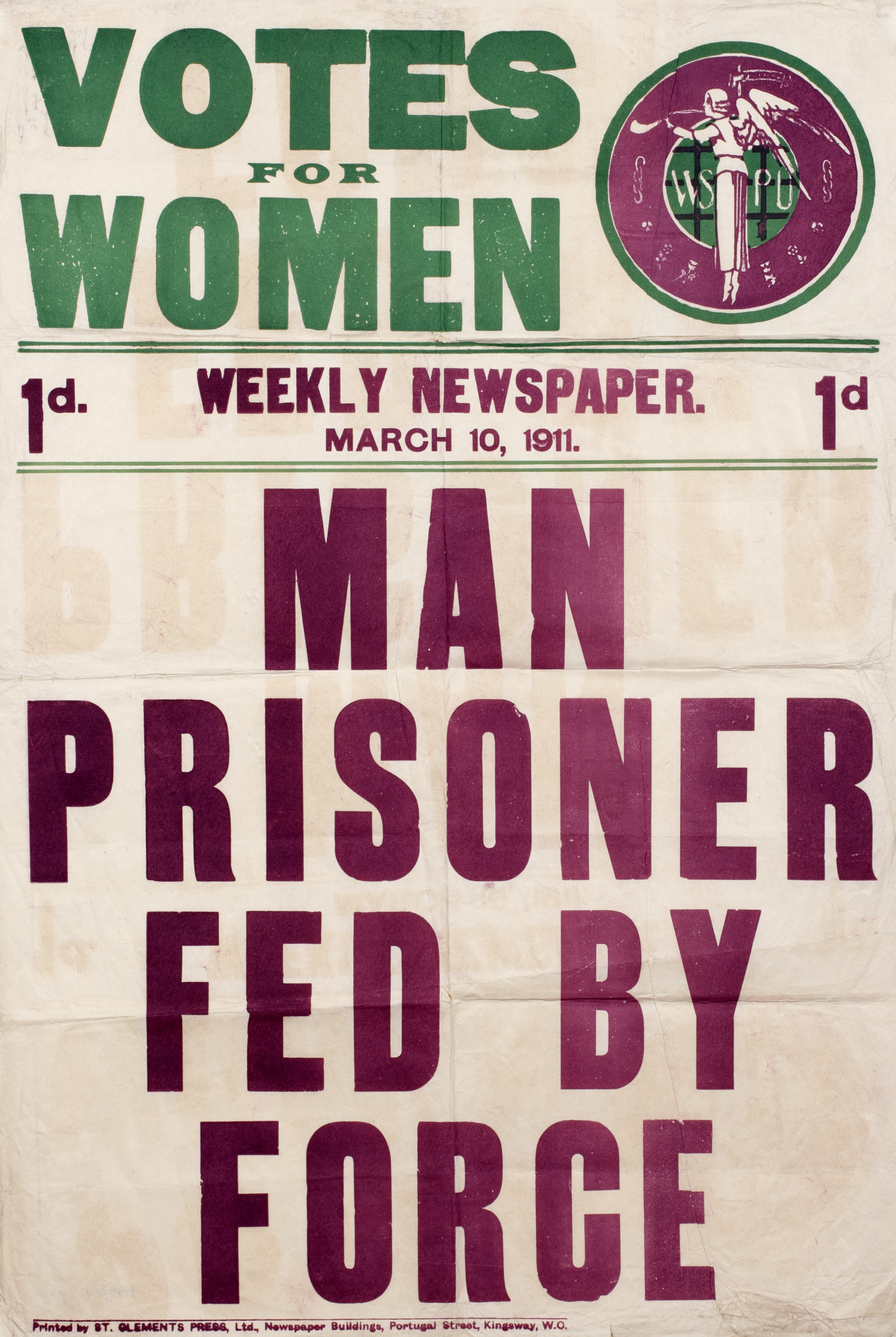
Pòster pel sufragi femení del 1911 sobre William Ball (sufragista)

### En presons
Alguns països obliguen els presos a alimentar-se forçadament quan porten a terme vagues de fam. Aquest procediment ha estat prohibit des de 1975 per la Declaració de Tòquio promoguda per l'Associació Mèdica Mundial, sempre que el pres sigui "capaç de formar un judici lliure i racional". La violació d'aquesta prohibició es pot interpretar de manera que es pugui classificar com a tortura, ja que pot ser extremadament dolorosa i produir hemorràgies i propagació de diverses malalties a través de la sang i l'intercanvi de mucositat. Especialment si es fa amb un equip brut en una població de presos. Els tubs d'alimentació més grans s'utilitzen tradicionalment en presoners amb vaga de fam mentre que els tubs mes prims es fan servir en hospitals.

#### Regne Unit

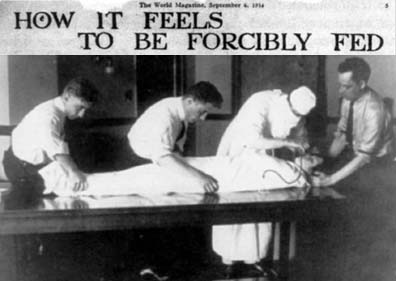
Retall de la World Magazine, el 6 de setembre de 1914

Les sufragistes que havien estat empresonades durant la campanya dels sufragi femení es van posar en vaga de fam i es van alimentar per la força. Això va durar fins a la llei Prisonsers (Temporary Discharge for III Health) Act of 1913. Més coneguda com a Cat and Mouse Act, els presos alliberats mes afeblits, se'ls permetria recuperar-se, i després tornar a ser arrestats. Els tubs de goma eren introduïts per la boca, i de tant en tant pel nas cap a l'estómac, on s'hi abocaven els aliments. Les sufragistes es mantenien a la força mentre s'introduïen els instruments al seu cos, experiència que ha estat comparada a la violació. En una carta de contraban, Sylvia Pankhurst va descriure com els guardians la van retenir i va forçar la boca oberta amb una mordassa d'acer. Les seves genives van sagnar, i després va vomitar la major part del líquid ingerit.
Emmeline Pankhurst, fundadora de la Women's Social and Political Union, va quedar horroritzada pels crits de les dones alimentades per la força a la Presó HM Holloway. Ell seu testimoni: "Holloway es va convertir en un lloc de terror i turment. Les escenes de violència i de malalties es van produir gairebé a totes les hores del dia, mentre els metges anaven de cel·la en cel·la a les seves funestes dependències. ... Mai, mentre visqui, oblidaré el sofriment que vaig viure durant els dies en què em van sonar aquests crits ". Quan els funcionaris de presons van intentar entrar a la seva cel·la, Pankhurst, per evitar ser alimentada per la força, va aixecar una gerra de fang sobre el cap i va anunciar: "Si algú de vosaltres s'atreveix a fer un pas dins d'aquesta cel·la, em defensaré. ".
El 1911, Wiliam Ball, un partidari de la classe treballadora masculina que havia trencat dues finestres i, per tant, condemnat a dos mesos, se li va donar aquest tractament i es va separar cruelment del contacte amb la seva família. Se'l va traslladar en secret a un "asil per a bojos". Aquest cas va ser reprès per grups com WSPU i la Men's League for Women Suffrage, el fulletó del qual sobre el cas tenia el subtítol Official Brutality on the increase.
La primera dona a Escòcia que es va alimentar amb força va ser Ethel Moorhead, a la presó de Calton, que tot i estar sota supervisió mèdica va emmalaltir greument. El governador, el major William Stewart, va argumentar que la seva malaltia no era causada pel règim d'alimentació, però també va dir:
| «                          | Hem d'afrontar-nos al fet que l'alimentació artificial comporta un risc i els hem d'ensenyar als [presoners sufragistes] que, mentre agraïm els riscos, estem força disposats a continuar i no ens dissuadirà de detenir persones com el pres [Moorhead] perquè no. és un risc per a la seva salut si fem les mesures necessàries per assegurar-nos que la seva detenció sigui efectiva. . . .. Tenen la idea que ens poden espantar assenyalant el risc per la salut. | » |
| — Atkinson, Rise up,women! | |   |

Però el governador també va reconèixer que hi havia el risc de l'opinió pública tenint en compte que les autoritats penitenciàries anaven “massa lluny”. Després de l'alliberament de Moorhead, la WPSU va publicar un fulletó " Scotland Disgraced and Dishonored ". Moorhead descrivint com:
| «                                                    | El tub va omplir tot el meu espai de respiració, no vaig poder respirar. El jove va començar a abocar el menjar líquid. Vaig escoltar els sorolls que estava fent de sufocació i asfixia: els sorolls immensos que els éssers humans no estan destinats a fer i que podrien ser fets per un gos vivisectat. Tot i així continuava abocant-se. | » |
| — Bird, Scottish suffragettes braved hunger strikers | |   |

El 1914, Frances Parker, una altra sufragista escocesa, estava sent alimentada per la força pel recte: un enema de nutrients, un procediment estàndard abans de la invenció de la teràpia intravenosa, i un cop per la vagina a la presó de Perth:
| « | Dijous al matí, 16 de juliol ... van aparèixer de nou les tres guardes. Un d'ells va dir que si no m’hi resistia, deixaria anar els altres i faria el que havia vingut a fer de la manera més suau i decent possible. Vaig consentir-ho. Aquest va ser un altre intent d'alimentar-me pel recte i es va fer d'una manera cruel, provocant-me un gran dolor. Va tornar un temps després i va dir que tenia "alguna cosa més" a fer. Vaig considerar que era un altre intent d'alimentar-me de la mateixa manera, però va resultar ser una acció més grollera i més indecent, que no s'hauria pogut fer amb cap altre propòsit que la tortura. Em va seguir el dolor, que va durar diversos dies. | » |

Djuna Barnes, la periodista nord-americana, va acceptar presentar-se a l'alimentació forçosa per a un article de la revista New York World de 1914. Barnes va escriure: "Si jo, volent actuar, sentia que estava cremant de revolta davant aquesta brutal usurpació de les meves pròpies funcions, com els que van patir el calvari en el seu terror més agut han d'haver flamat per la violació dels santuaris del seu esperit". Va concloure: "Jo havia compartit la millor experiència dels més valents del meu sexe".
El Regne Unit també va utilitzar tècniques d'alimentació forçosa contra els republicans irlandesos durant la seva lluita per la independència. El 1917 va morir el pres irlandès Thomas Ashe a causa de complicacions per aquesta alimentació mentre va ser empresonat a la presó Mountjoy de Dublín. La indignació de la mort d'Ashe per part del públic irlandès va ser tan gran que des de llavors no es va utilitzar mai l'alimentació forçada a Irlanda.

#### Estats Units
Ethel Byrne va ser la primera dona política presonera dels Estats Units a ser sotmesa a l'alimentació forçada després de ser empresonada al workhouse de l'illa de Blackwell el 22 de gener de 1917 pel seu activisme a favor de la legalització del control de la natalitat. Posteriorment va passar una vaga de fam i es va negar a beure aigua durant 185 hores.

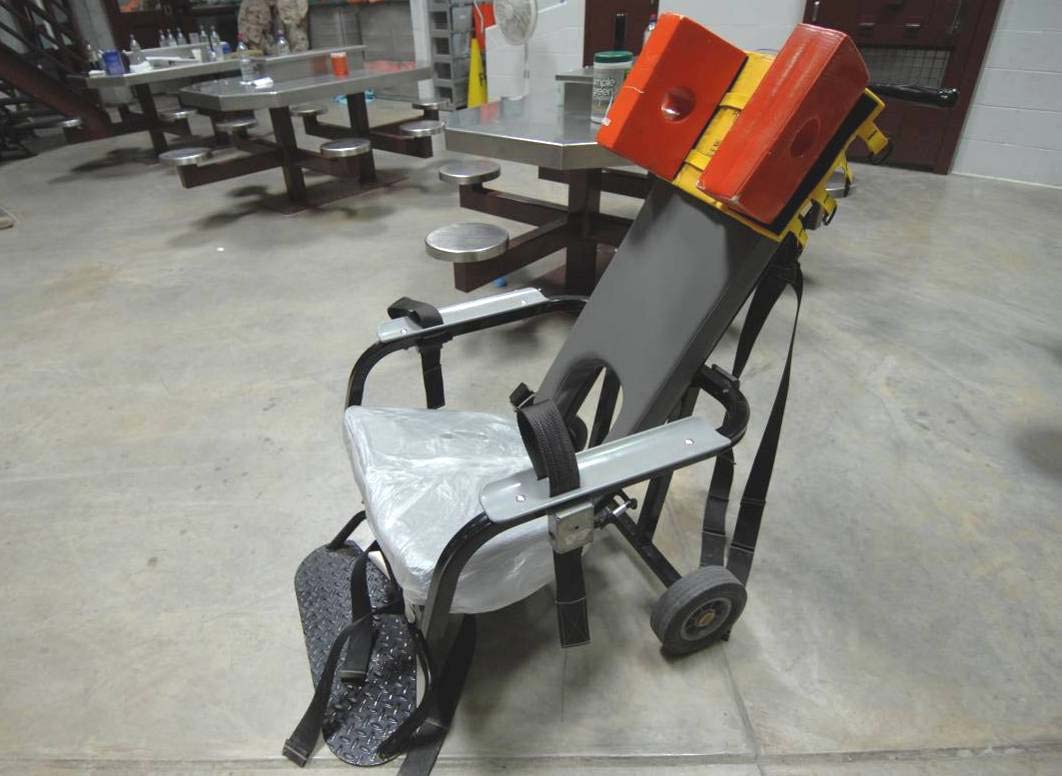
Els captius de Centre de detenció de Guantánamo que no compleixen l'alimentació forçada tenen els braços, les cames i el cap subjectats a una cadira d'alimentació. Es mantenen subjectats a la cadira fins que es digerien el nutrient, per evitar vòmits induïts.

Sota la jurisdicció dels Estats Units, l'alimentació forçada s'utilitzava sovint a les presons militars a la badia de Guantánamo. El març de 2006, una carta oberta per 250 metges a The Lancet, advertia que, segons la seva opinió, la participació de qualsevol metge és contrària a les normes de l'Associació Mèdica Mundial.
En el cas del 2009 Lantz v. Coleman, el Tribunal Superior de Connecticut va autoritzar el departament de correcció estatal per alimentar obligatòriament un presoner competent que s'havia negat a menjar voluntàriament. El 2009, el terrorista Richard Reid, conegut com el "bombarder", es va alimentar forçadament mentre estava en vaga de fam al centre penitenciari dels Estats Units: ADX Florence ADX, la presó federal supermax (màxima seguretat) de Colorado. S'han informat de centenars d'alimentacions forçades la presó d' ADX Florence.
L'alimentació forçada també ha estat utilitzada pel U.S. Immigration and Coustoms Enforcement contra els sol·licitants d'asil detinguts en vaga de fam. Al febrer de 2019, l'Oficina de l'Alt Comissionat de Drets Humans de les Nacions Unides va expressar que aquest tractament als detinguts podria constituir un incompliment de la Convenció de les Nacions Unides contra la Tortura. Associated Press va citar a un sol·licitant d'asil de 22 anys que va al·legar el quan "va ser arrossegat de la seva cel·la tres vegades al dia i va quedar clavat al llit quan un grup de persones li abocava líquid als tubs inserits al nas".

#### Unió Soviètica
El dissident soviètic Vladimir Bukovsky va desciure com va ser forçat a alimentar-se: 
| « | El tub d'alimentació era gruixut, més gruixut que la meva fossa nasal, i no hi entrava. La sang em brollava pel nas i em trencava les galtes, però continuaven empenyent fins que els cartílags s'esquerdaven. Suposo que hauria cridat si hagués pogut, però no amb el tub a la gola. Al principi no podia respirar, sense treure ni ingerir aire; Vaig respirar sibilant amb els pulmons ofegant-se i aquests estaven a punt d'esclatar. La doctora també semblava disposada a esclatar a plorar, però continuava empenyent el tub cada vegada més avall. Només quan va arribar a l'estómac vaig poder reprendre la respiració amb cura. Aleshores, va abocar una mica de pasta a través d'un embut cap a la canonada que m’ofegaria si tornés a pujar. Em van aguantar una mitja hora més perquè el líquid fos absorbit per l'estómac i no pogués vomitar cap a dalt, i després van començar a treure la canonada a poc a poc. | » |

 "Els desgraciats pacients tenien la boca tancada, tenien un tub de goma inserit a la boca o al nas. Continuen pressionant-lo fins que arriba a l'esòfag. A l'altre extrem del tub s'uneix un embut de xina i s'aboca una mescla semblant a la col pel tub i fins a l'estómac. Aquesta va ser una pràctica poc saludable, ja que els aliments podrien haver-hi entrat als seus pulmons i causar pneumònia. "

#### Tribunal de Crims de Guerra de les Nacions Unides
El 6 de desembre de 2006, el Tribunal Penal Internacional per a l'Antiga Iugoslàvia a l'Haia va aprovar l'ús de l'alimentació forçada del polític serbi Vojislav Šešelj. Van decidir que no es tractava de "tractés de tortura, inhumans o degradants si hi ha una necessitat mèdica per fer-ho ... i si la forma en què el detingut es nodreix de la força no és inhumana ni degradant".

#### Israel
El 2015, la Knesset va aprovar una llei que permetia l'alimentació forçada dels presos en resposta a una vaga de fam per part d'un detingut palestí que feia mesos que estava en detenció preventiva. Els metges israelians es van negar a alimentar Mohammad Allan contra la seva voluntat, i va tornar a menjar després que el Tribunal Suprem d'Israel el deixés temporalment en llibertat.

#### Altres formes
L'alimentació forçada de substàncies pernicioses es pot utilitzar com a forma de tortura i / o càstig físic. Mentre van estar a la presó del nord de Bòsnia el 1996, alguns presos serbis han descrit que van estar obligats a menjar paper i sabó.
De vegades s'ha al·legat que els presos s'han vist obligats a menjar aliments prohibits per la seva religió. El Washington Post ha informat que els presos musulmans de la presó d'Abu Ghraib, sota la coalició dirigida pels Estats Units, descriuen en declaracions jurades d'haver estat obligats a menjar carn de porc i beure alcohol, tots dos estrictament prohibits a l'Islam (vegeu tortures d'Abu Ghraib i abusos de presos).

### De nadons

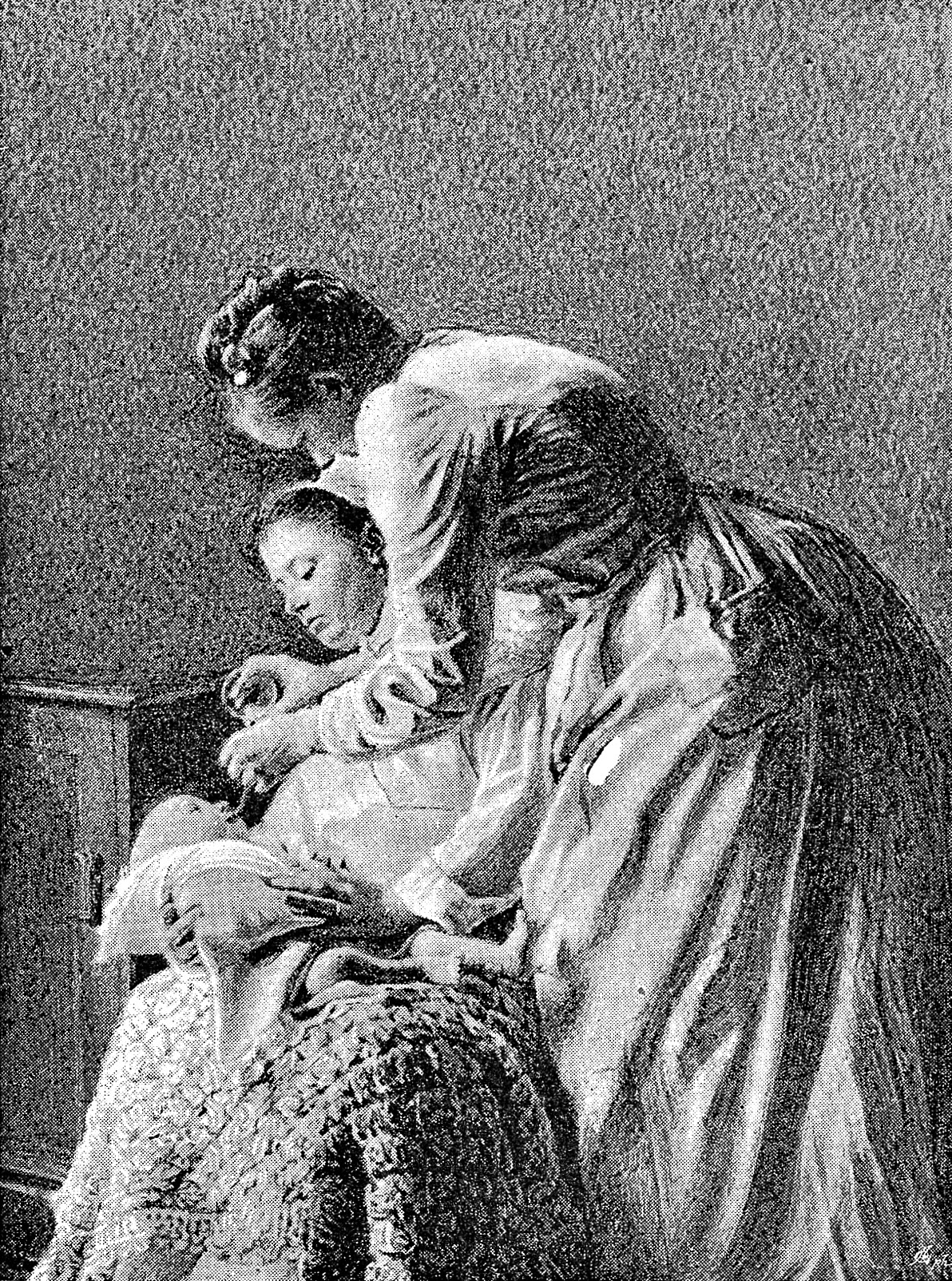
Mètode "Gavage" d'alimentació infantil utilitzat a França a finals del segle XIX

Segons Infant feeding by artificial means: a scientific and practical treatise on the dietetics of infancy, un sistema francès d'alimentació de nadons de parts prematurs que no podien mamar es coneixia com a “gavage”. Sadler data del seu origen al 1874 i cita Étienne Stéphane Tarnier, un perinatòleg pioner, descrivint el procediment. Avui en dia, és probable que els nadons d'una unitat de cures intensives neonatals siguin alimentats per tubs nasogàstrics o de vegades orogàstrics.

### Per a noies abans del matrimoni
L'alimentació forçada es practicava al nord d'Àfrica i encara es troba a Mauritània. El sobrepès es considerava un bé matrimonial en les dones; culturalment, les figures voluptuoses eren percebudes com a indicadors de riquesa. En aquesta tradició, les nenes són obligades per les seves mares o àvies a menjar molt, sovint acompanyat de càstigs físics (per exemple, prement un dit entre dos trossos de fusta) si la noia no menjava. El resultat previst és l'aparició ràpida de l'obesitat i la pràctica pot començar a una edat jove i continuar durant anys. Aquesta continua essent la una tradició malgrat la malnutrició de països del Sahel, Mauritània (on s'anomena leblouh), i que indueix a importants riscos per a la salut de la població femenina. Alguns homes més joves ja no insisteixen en voluptuoses núvies, però les normes tradicionals de bellesa continuen formant part d'aquestes cultures.

### En l'esclavitud
Els africans que van viatjar a l'esclavitud als Estats Units de mig passatge van intentar suïcidar-se amb vaga de fam, i van ser alimentats per la força amb una contracció anomenada speculum orum. Aquest dispositiu obligava a obrir la boca de l'esclau per ser alimentat. M Lamar va publicar un àlbum de 2013 amb aquest títol, "impregnat de polítiques racials i meditacions sobre la història de cossos i ànimes negres d'Amèrica".

## D'animals domèstics
L'alimentació forçada s'ha utilitzat per preparar animals per l'escorxador. En alguns casos, encara es practica avui dia, com és el cas dels ànecs i les oques criades per al foie.

### En ramaderia

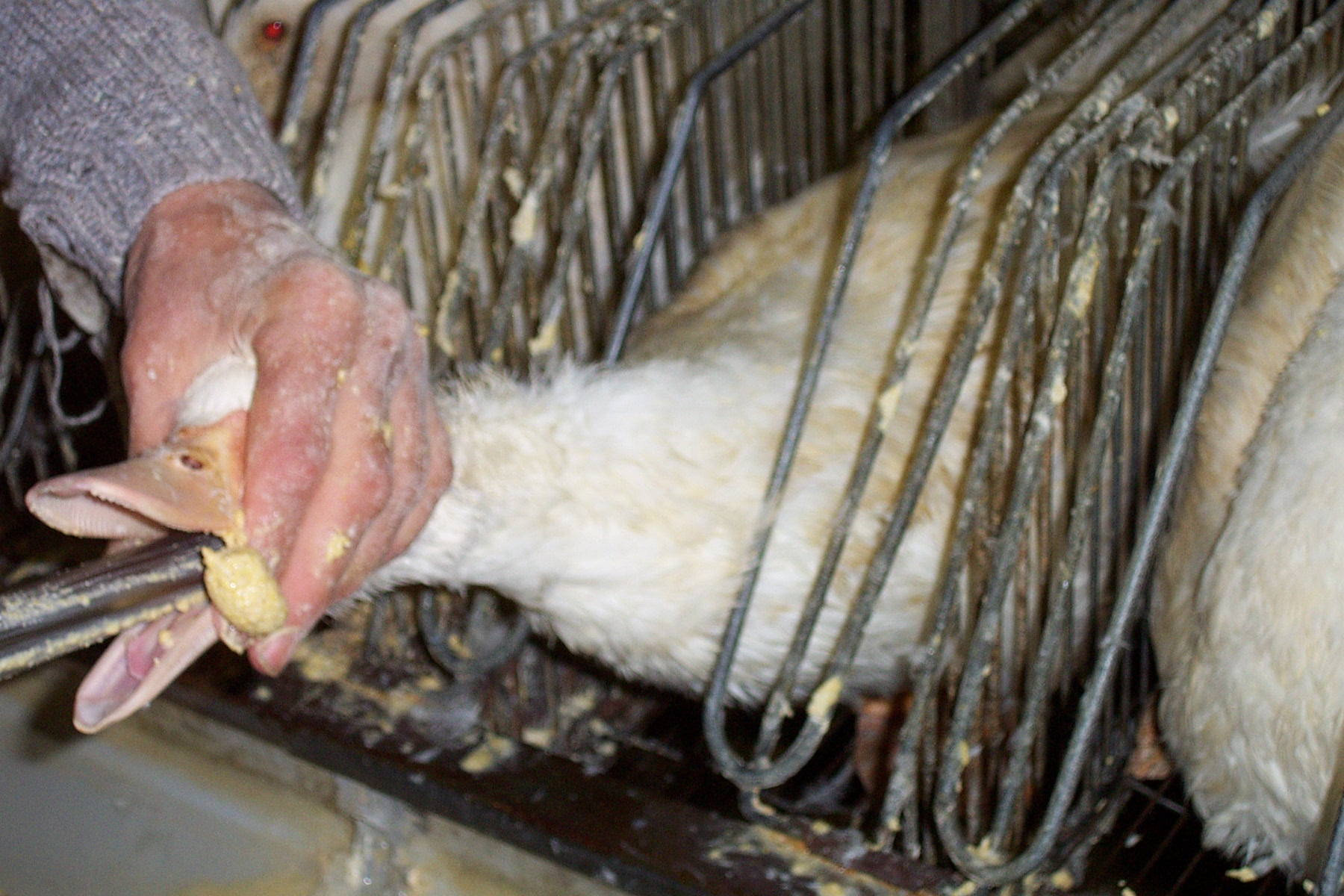
Grups de benestar animal s'oposen a l'alimentació forçada de l'aviram. Aquí un ànec Mulard s'està alimentant forçadament per tal d'engreixar el fetge per a la producció de foie gras.

L'alimentació forçada, coneguda també com a gavage, des d'una paraula francesa que significa "a la gola". Aquest terme es refereix específicament a l'alimentació forçosa d' ànecs o oques per tal d'engreixar el fetge en la producció de foie gras.
L'alimentació forçada d'aus es practica principalment en ànecs o d'ànecs Moulard mascles, un híbrid d'Ànec Muscovy / Pekin. La preparació per al gavage sol començar de quatre a cinc mesos abans de la matança. Per a les oques, després d'un període inicial lliure i un tractament per ajudar a la dilatació de l'esòfag (menjar herba, per exemple), comença l'alimentació forçada. El gavage es realitza de dues a quatre vegades al dia durant dues a cinc setmanes, depenent de la mida de les aus, utilitzant un embut unit a un metall prim de tub, o d'alimentació de plàstic inserit a la gola de l'au per dipositar l'aliment al pap de l'ocell. Allí s'emmagatzemat a l'esòfag. Els aliments escollits poden ser diversos però fonamentalment es blat de moro barrejat amb greixos i complements vitamínics. Les aus aquàtiques s'adapten al mètode del tub a causa d'un reflex faríngec inexistent i un esòfag extremadament flexible, a diferència d'altres aus com les gallines. Per altra banda, aquestes aus aquàtiques migratòries són ideals per al gavage per la seva capacitat natural de guanyar grans quantitats de pes en períodes curts de tempsper preparar-se en el procés migratori que les porta altres espais durant l'època hivernal. Informes científics elaborats a Europa i els Estats Units advoquen per erradicar tècniques que facin patir als animals amb unes condicions de produccio èticament admissibles per la societat actual. Per la seva banda les organitzacions productes de foie aposten per recolzar unes tècniqiues de producció compatibles amb el benestar animal.

### En investigació científica
El gavage s'utilitza en alguns estudis científics com aquells que impliquen la taxa de metabolisme. Es practica en diversos animals de laboratori, com ara ratolins. Es poden administrar líquids com a medicaments als animals mitjançant un tub o xeringa.